# La Ilíada o el poema de la fuerza

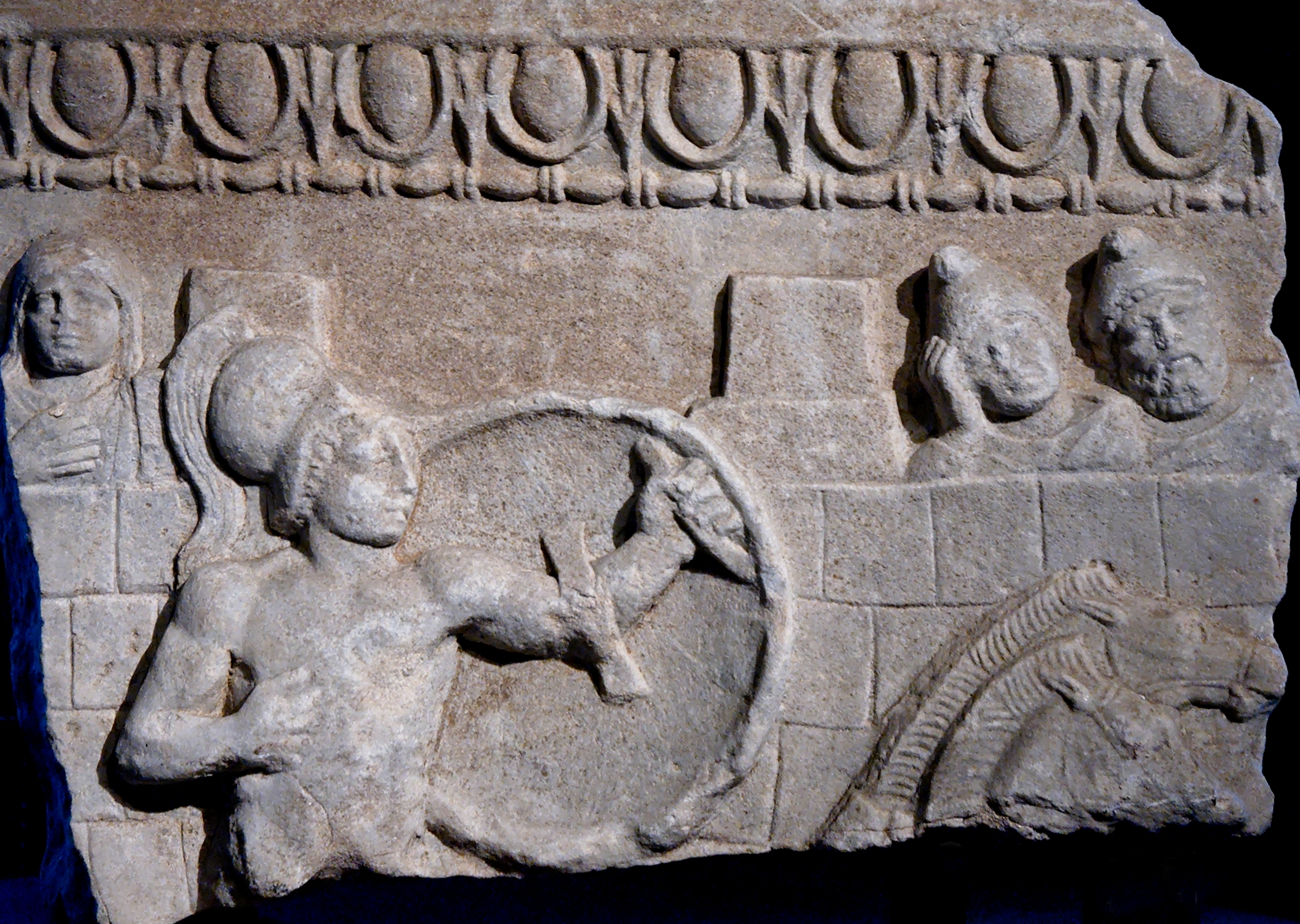
Andrómaca mirando desde las murallas de Troya a Aquiles arrastrando el cadáver de Héctor detrás de su carro. Piedra caliza, fragmento de un sarcófago de finales del Regio de Calabria. Conservado en el Museo Arqueológico.

La Ilíada o el poema de la fuerza (en francés: L'Iliade ou le poème de la force) es un ensayo de 24 páginas escrito en 1939 por Simone Weil.   La obra trata sobre el poema épico de Homero, la Ilíada, y contiene reflexiones sobre las conclusiones que se pueden extraer de la epopeya respecto a la naturaleza de la fuerza en los asuntos humanos.
El ensayo fue escrito en 1939-1940 y debía aparecer en la Nouvelle Revue Française, lo cual fue impedido por la ofensiva alemana en la Segunda Guerra Mundial. Se publicó por primera vez en 1940 con el título L'Iliade ou le poème de la force en Les Cahiers du Sud (números 230-231) bajo el pseudónimo Emile Novis.  Se ha descrito a Cahiers como la única revista literaria importante disponible en la zona franca francesa cuando se publicó el ensayo por primera vez. En ese entonces Weil se encontraba refugiada en calidad de obrera agrícola en los viñedos de Gustave Thibon, ya que las leyes racistas de Vichy la habían despojado de su cátedra de filosofía y griego. Poco después Thibon se convertiría en amigo y admirador suyo y, luego, en depositario de parte de sus escritos.  La primera traducción al inglés fue realizada por Mary McCarthy y publicada en la revista Politics de Nueva York en 1945.  Desde entonces el ensayo ha sido republicado muchas veces. En 2007, era el único escrito de Weil sobre literatura griega antigua que se utilizó comúnmente en cursos universitarios sobre los clásicos. 

## Argumento

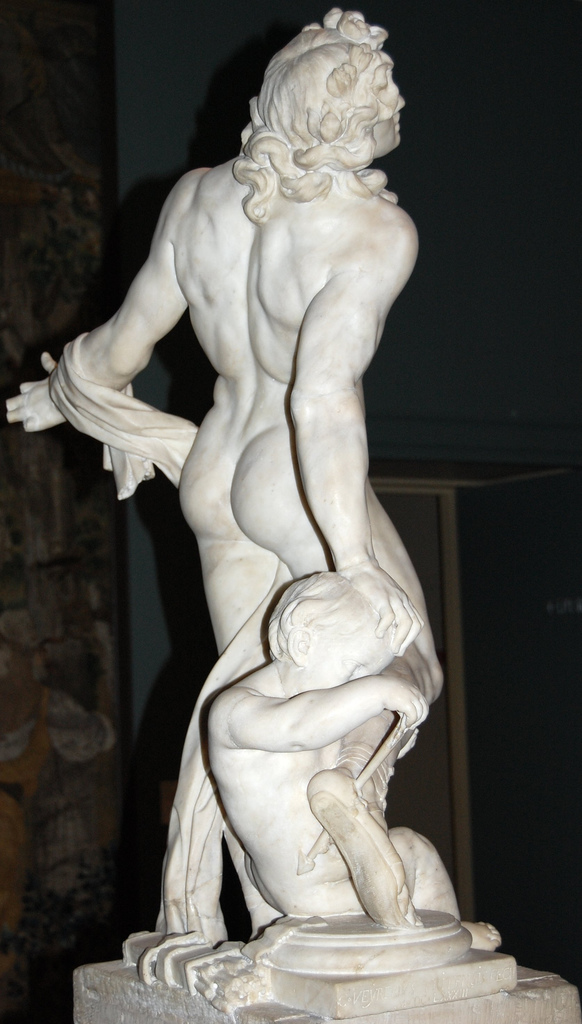
Aquiles, el guerrero más formidable de la época, mostrado aquí con la herida de flecha fatal que sufrió durante el asedio de Troya. Christophe Veyrier. Aquiles agonizando, Londres, Museo de Victoria y Alberto.

Weil introduce el tema central de su ensayo en las primeras tres frases:
El verdadero héroe, el verdadero tema, el centro de La Ilíada es la fuerza. La fuerza manejada por los hombres, la fuerza que somete a los hombres, la fuerza ante la cual la carne de los hombres se retrae. El alma humana aparece modiﬁcada sin cesar por sus relaciones con la fuerza, arrastrada, cegada por la fuerza de que cree disponer, doblegada por la presión de la fuerza que sufre. 
Weil procede a definir la fuerza como aquello que convierte a quien se somete a ella en una cosa; en el peor de los casos, en un cadáver. Analiza la violencia emocional y psicológica que se sufre si se está obligado a someterse a la fuerza incluso cuando no se sufre daño físico, poniendo al esclavo y al suplicante como ejemplos. Continúa diciendo que la fuerza es peligrosa no sólo para la víctima, sino para quien la controla, ya que intoxica al adormecer los sentidos de la razón y la piedad. La fuerza puede así convertir incluso a su poseedor en una cosa: un autómata irreflexivo impulsado por la rabia o la lujuria. El ensayo describe cómo la Ilíada sugiere que nadie controla verdaderamente la fuerza; todos en el poema, incluso los poderosos Aquiles y Agamenón, sufren al menos brevemente cuando la fuerza de los acontecimientos se vuelve contra ellos. Weil dice que sólo usando la fuerza con moderación se puede escapar de sus efectos nocivos, pero que la moderación para hacerlo se encuentra muy raramente y es sólo un medio de escape temporal del inevitable peso de la fuerza.
"En [el] texto se anudan dos conceptos fundamentales del pensamiento de Simone Weil (malheur y force) en la idea que toda desgracia del hombre no es más que el efecto del despliegue de una fuerza [...] el poema muestra como el héroe cede siempre, tanto si la ejerce como si la sufre, cómo todo desaparece ante la perspectiva brutal del consentimiento a un destino despiadado, y cómo el uso moderado de la fuerza no es más que una ilusión." 
La autora ofrece una serie de razones por las que considera la Ilíada una obra insuperable en el canon occidental. Weil admira su honestidad al describir las realidades de la guerra y considera que el poema cubre todos los diferentes tipos de amor humano –el amor entre padres e hijos, el amor fraternal, el amor entre camaradas y el amor erótico– aunque los momentos en que el amor aparece directamente en el poema son muy breves y actúan como contrapuntos a la tragedia y la violencia por lo demás implacables. Sin embargo, en las últimas páginas de su ensayo, Weil afirma que la influencia del amor está siempre presente en la epopeya, en el tono amargo siempre presente que "procede de la ternura": "La justicia y el amor, que apenas tienen cabida en este estudio de los extremos y de los actos injustos de violencia, bañan sin embargo la obra con su luz sin llegar a ser nunca perceptibles, salvo como una especie de acento". 
Al final de su ensayo, Weil analiza el sentido de equidad con el que el sufrimiento de los combatientes de ambos bandos, troyanos y griegos, de cualquier rango o grado de heroísmo, son tratados de la misma manera amarga y sin desprecio. Weil dice que este grado de equidad nunca fue igualado en ninguna otra obra occidental, aunque hasta cierto punto se transmitió a través de las tragedias áticas, especialmente las de Esquilo y Sófocles, hasta los Evangelios. Pero desde los Evangelios, Weil piensa que muy pocos autores han logrado aproximarse a este sentido de compasión universal, aunque señala a Shakespeare, Villon, Molière, Cervantes y Racine como autores que lo alcanzan más que la mayoría en algunas de sus obras.

## Recepción
La New York Review of Books considera que el ensayo es una de las obras más celebradas de Weil.  The Atlantic Monthly ha escrito que, junto con La Ilíada de Rachel Bespaloff, el ensayo de Weil "sigue siendo la respuesta más querida, torturada y profunda del siglo XX al poema más grande y más perturbador del mundo". 
Simone Petrement, amiga de Weil, escribió que el ensayo mostraba una nueva luz bajo la cual podía verse la Ilíada. Mientras que anteriormente la obra había sido considerada a menudo como un relato conmovedor de hechos heroicos, después del ensayo podría verse como una descripción precisa y compasiva de cómo tanto los vencedores como las víctimas son dañados por el uso de la fuerza. El ensayo contiene varios extractos de la epopeya que Weil tradujo ella misma del griego original; Petrement registra cómo Weil se tomó más de media hora por línea, logrando capturar el sentido de simpatía y compasión que impregna la obra de Homero mejor que cualquier traductor anterior. 
Elizabeth Hardwick describió la obra como "uno de los ensayos literarios más conmovedores y originales jamás escritos".  El título del primer capítulo de Diez lecciones sobre los clásicos (Dieci lezioni sui classici) de Piero Boitani, El poema de la fuerza y la piedad, hace eco del título del ensayo de Weil, reflejando la influencia duradera de sus ideas en la escena contemporánea.
Ricardo Rodríguez Morales considera que "la lectura de Homero emprendida por Simone Weil arroja una luz nueva no sólo sobre la guerra antigua sino sobre la guerra misma, y más aún sobre la que derribaba en Europa los cimientos de la xcivilización fundada en Grecia. De su lectura de la Ilíada se desprende que el conocimiento de la fuerza y la compasión ante la desgracia son por igual las condiciones de la justicia y el amor humanos." 
Manuel Fernández Labrada destaca que: "Su visión del poema homérico es la de una humanista, testigo privilegiado de un momento histórico marcado por la destrucción y el odio, que vuelve su mirada al pasado buscando una luz que le permita comprender el horror que la rodea. Su texto es una prueba más de que las obras cardinales de nuestra cultura son precisamente aquellas que en los momentos difíciles pueden erigirse en faros que nos alumbren el camino." 

## Otras lecturas
- Simone Weil's The Iliad or Poem of Force: A Critical Edition. James P. Holoka, ed. & trans. Peter Lang, 2006.